# Neoemadiellus peyrierasi
Neoemadiellus peyrierasi är en skalbaggsart som beskrevs av Bordat 1990. Neoemadiellus peyrierasi ingår i släktet Neoemadiellus och familjen Aphodiidae. Inga underarter finns listade i Catalogue of Life.